# 小川圭二
小川 圭二（おがわ けいじ、1970年12月26日 - ）は、日本の競輪選手。日本競輪学校（当時。以下、競輪学校）第68期生。師匠は阿部嘉範（25期）。日本競輪選手会徳島支部所属、ホームバンクは小松島競輪場。長男の丈太（111期）、次男の三士郎（125期）、三男の将二郎（121期）もともに競輪選手。

## 来歴
同期に加倉正義、山口富生らがいる。競輪学校卒業後の1991年8月7日、西武園競輪場でデビュー（8着）。初勝利は同年9月5日の岸和田競輪場。
1997年、高松宮杯競輪（大津びわこ競輪場）で、初の特別競輪（現在のGI）決勝進出を果たす（6着）。
2000年、12月に玉野競輪場で開催されたふるさとダービー決勝戦で、先に先頭に立った東出剛をゴール寸前差しきり優勝。
2001年、全日本選抜競輪（花月園競輪場）決勝戦で、松岡彰洋 - 濱口高彰の後位から、ゴール直前で中割を試み、最後は濱口とほとんど並んでゴール。写真判定の結果、微差で惜しくも2着となった。
2003年、8月に四日市競輪場で開催されたふるさとダービー決勝戦で、太田真一にマークし、最終2センター付近で捲りきった太田をゴール直前差しきり優勝。
2004年、2月に観音寺競輪場で開催された西日本王座決定戦決勝戦で、最終4角6番手あたりの位置から、直線で前田拓也を外に張った後抜け出し優勝。
長男の丈太が2019年上期で初のS級に昇格、親子同時S級在籍を果たした（丈太は同年下期はA級に降格したが、翌2020年上期より再びS級に昇格）。また、次男の三士郎もA級2班在籍ながら3場所連続完全優勝を達成し2025年7月4日付けでS級2班に特別昇級した。